# اثنا عشر
الاثنا عَشَريّ أو الاثنى عشر أو الاثنى عَشريّ أو العَفَج (بالإنجليزية: Duodenum)‏ هو أول قسم من الأمعاء الدقيقة في معظم الفقاريات العليا، بما في ذلك الثدييات والزواحف والطيور. أما في الأسماك فيكون تقسُّم الأمعاء الدقيقة غير واضح بشكل كبير، وتُستخدم عندها المصطلحات المعي الأمامي والمعي الخلفي أو المعي الداني (القريب) بدلاً من العفج أو الاثنا عشري. كما أن العَفَج في الثدييات موقعٌ رئيسيّ لامتصاص الحديد.
يسبق العَفَج الصائم واللفائفيّ، وهو الجزء الأقصر من الأمعاء الدقيقة، ويحدث فيه معظم الهضم الكيميائي.
العَفَج عند البشر أنبوب أجوف متصل يطول نحو 25-38 سم (10-15 إنش)، ويصل بين المعدة والصائم. يبدأ العَفَج بالبصلة العَفَجيّة أو بَصَلة الاثنا عَشَرِيّ وينتهي عند العَضَلِة المُعلِّقَة للاثنا عشري (المُعلِّقَة للعفج). يُمكن تقسيم العَفَج إلى أربعة أقسام.

## البنية
العَفَج بنية بطول (25-30) سم (10-12 إنش) بشكل حرف C يمتد مُتاخماً للمعدة. يُقسم تشريحيّاً إلى أربعة أقسام، يمتد القسم الأول داخل الصفاق (البريتوان) ولكن أجزائه الأخرى تقع خلف الصِفَاق (خلف البريتوان).:273

### الجزء الأول
الجزء الأول أو الجزء العلوي أو القطعة الأولى أو القطعة العلوية من العَفَج استمرارٌ للبَوّاب، وهو أعلى من بقية الأجزاء، تحديداً في مستوى الفقرة القطنية الأولى. تقيس البصلة الاثنا عشريّة 2 سم طولاً، وهي أول أجزاء الجزء الأول من الاثنا عشري وتكون واسعة قليلاً. تُمثِّلُ البصلة الاثنا عشريّة بقايا مِسرَاق الاثنا عشريّ، وهو مساريقا تُعَلِّقُ الاثنا عشري بالجدار البطني الخلفي خلال الحياة الجنينية. يكون الجزء الأول من الاثنا عشري محمولاً، ويتصل بالكبد بواسطة الرباط الكبدي الاثنا عشريّ للثرب الصغير. ينتهي الجزء الأول من الاثنا عشري بزاوية تُدعى الطيّة الاثنا عشريّة العلويّة.:273

المجاورات:[بحاجة لمصدر]
- من الأمام
  - المرارة
  - الفص المربع للكبد
- من الخلف
  - قناة الصفراء
  - الشريان المعدي الاثنا عشريّ (الشريان المعدي العفجي)
  - وريد الباب
  - الوريد الأجوف السفلي
  - رأس البنكرياس (المعثكلة)
- من الأعلى
  - عنق المرارة
  - الرباط الكبدي الاثنا عشري (الثرب الصغير)
- من الأسفل
  - عنق البنكرياس
  - الثرب الكبير
  - رأس البنكرياس

### الجزء الثاني
يبدأ الجزء أو القطعة الثاني/ة أو النازل/ة عند الطيّة الاثنا عشريّة (العفجيّة) العلويّة، حيث تسير إلى الأسفل حتى حافة جسم الفقرة القطنيّة الثالثة L3، قبل أن تستدير بشكل حاد أُنسيَّاً إلى الطيّة الاثنا عشريّة السفليّة التي تُمثِّلُ نهاية الجزء النازل من الاثنا عشر.:274

تنفتح القناة البنكرياسيّة (المعثكليّة) وقناة الصفراء المشتركة الجزءَ النازل من الاثنا عشريّ، عند الحليمة الاثنا عشريّة (العفجيّة) الكبيرة. كما يحتوي الجزء الثاني من الاثنا عشريّ على الحليمة الاثنا عشريّة الصغيرة، وهي مدخل القناة البنكرياسيّة (المعثكليّة) الإضافيّة. جديرٌ بالذكر أن الوصل بين المعي الأمامي والمتوسط جنينياً يقع تماماً أسفل الحليمة العفجية الكبيرة.:274

### الجزء الثالث
يبدأ الجزء أو القطعة الثالثة أو الأفقيّة أو السفليّة عند الطيّة الاثنا عشريّة السفليّة ويمر عرضيَّاً إلى الأيسر، مارَّاً أمام الوريد الأجوف السفليّ والأبهر البطنيّ والعمود الفقريّ. كذلك يكون الشريان المساريقي العلوي والوريد المساريقي العلوي أمام الجزء الثالث من الاثنا عشري (العَفَج).:274 قد ينضغط هذا الجزء من الاثنا عشري بين الأبهر والشريان المساريقي العلوي مُسَبّبَاً متلازمة الشريان المساريقي العلوي.

### الجزء الرابع
يمر الجزء أو القطعة الرابعة أو الصاعدة إلى أعلى، ويتصل بالصائم عند الطيّة الاثنا عشريّة الصائمية. يقع الجزء الرابع من الاثنا عشري (العفج) عند مستوى الفقرة القطنيّة الثانية L2، وقد يمر بشكل مباشر فوق الأبهر أو إلى اليسار قليلاً.

### التروية الدموية
يتلقى الاثنا عشري الدم الشرياني من مصدرين مختلفين. للانتقال بين هذين المصدرين الدمويين أهمية بالغة تتمثَّل بالفصل بين المعي الأمامي والمتوسط. القطعتان الأولى والثانية وتحديداً فوق الحليمة الاثنا عشريّة الكبيرة التي تنفتح عليها قناة الصفراء تترَوَّيَان دمويَّاً من الشريان المعدي الاثنا عشريّ (الشريان المعدي العفجيّ) وفرعه الشريان البنكرياسي الاثنا عشريّ العلويّ (الشريان المعثكليّ العفجيّ العلويّ) وقد كانت هذه المنطقة فيما مضى جزءاً من المعي الأمامي جنينياً. أما القطعتان الثالثة والرابعة واللتان تقعان إلى الأقصى من الحليمة الاثنا عشريّة الكبيرة فتتلقيان الدم من الشريان المساريقي العلوي وفرعه الشريان الشريان البنكرياسي الاثنا عشريّ السفليّ (الشريان المعثكليّ العفجيّ السفليّ)، وقد كانت هذه المنطقة على خلاف سابقتها جزءاً من المعي المتوسط فيما مضى. ويُشَكِّلُ الشريانان البنكرياسيّان الاثنا عشريّان العلويّ والسفليّ (من الشريان المعدي الاثنا عشريّ والشريان المساريقي العلوي، على الترتيب) يشكِّلان عروة تفاغرية بين الجذع البطنيّ (الزلاقيّ) والشريان المساريقي العلويّ، ولذا فهناك احتمال لوجود دوران جانبي هنا.
يتبع التصريف الوريدي للاثنا عشري الشرايين. وفي النهاية تُصرِّف هذه الأوردة إلى الجهاز البابي، إما بشكل مباشر أو غير مباشر عبر الوريد الطحالي أو الوريد المساريقي العلوي.

### التصريف اللمفي
تتبع الأوعية اللمفيّة الشرايين بطريقة راجعة. تنزح الأوعية اللمفيّة الأماميّة إلى العقد اللمفيّة البنكرياسيّة الاثنا عشريّة التي تقع على طول الشريانان البنكرياسيَّان الاثنا عشريَّان العلويّ والسفليّ ومن ثُمَّ إلى العقد اللمفيّة البوابيّة (على طول الشريان المعدي الاثنا عشريّ). فيما تمر الأوعية اللمفيّة الخلفيّة إلى الخلف من رأس البنكرياس وتنزح اللمف إلى العقد اللمفيّة المساريقيّة العلويّة. تنتهي الأوعية اللمفيّة الصادرة من العقد اللمفيّة الاثنا عشريّة في العقد اللمفيّة البطنيّة.

### نسيجيَّاً
تحت المجهر، يظهر الاثنا عشري بغشاء مخاطيّ زُغابِيّ، وهذه المخاطيّة تختلف عن البَوَّاب، ولكن المخاطيَّتان تتصلان مباشرةً. وكباقي البُنى الأخرى في السبيل الهضمي، يمتلك الاثنا عشري طبقة مخاطيّة وطبقة تحت مخاطيّة وطبقة عضليّة خارجيّة وبرَّانيّة. كما يوجد غدد تُدعى غدد برونر تفرز المخاط والبيكربونات لتعديل حموض المعدة، جديرٌ بالذكر أن هذه الغدد غير موجودة في أجزاء المعي الدقيق الأخرى الصائم واللفائفِيّ. :274–275

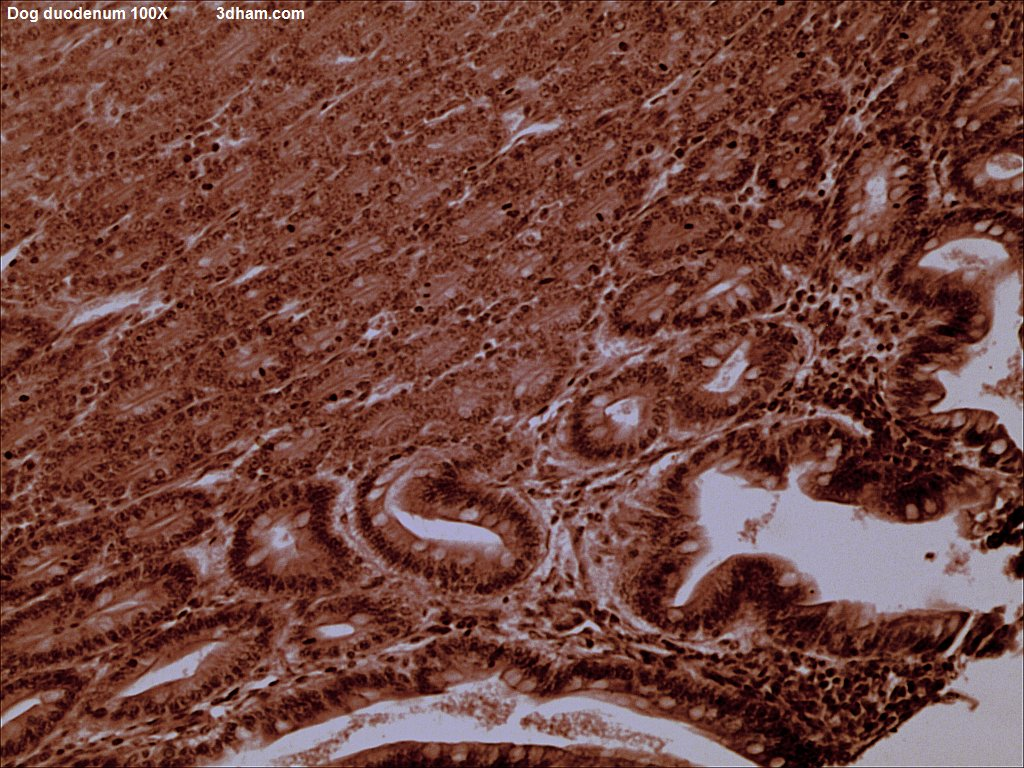
اثنا عشري كلب بتكبير 100
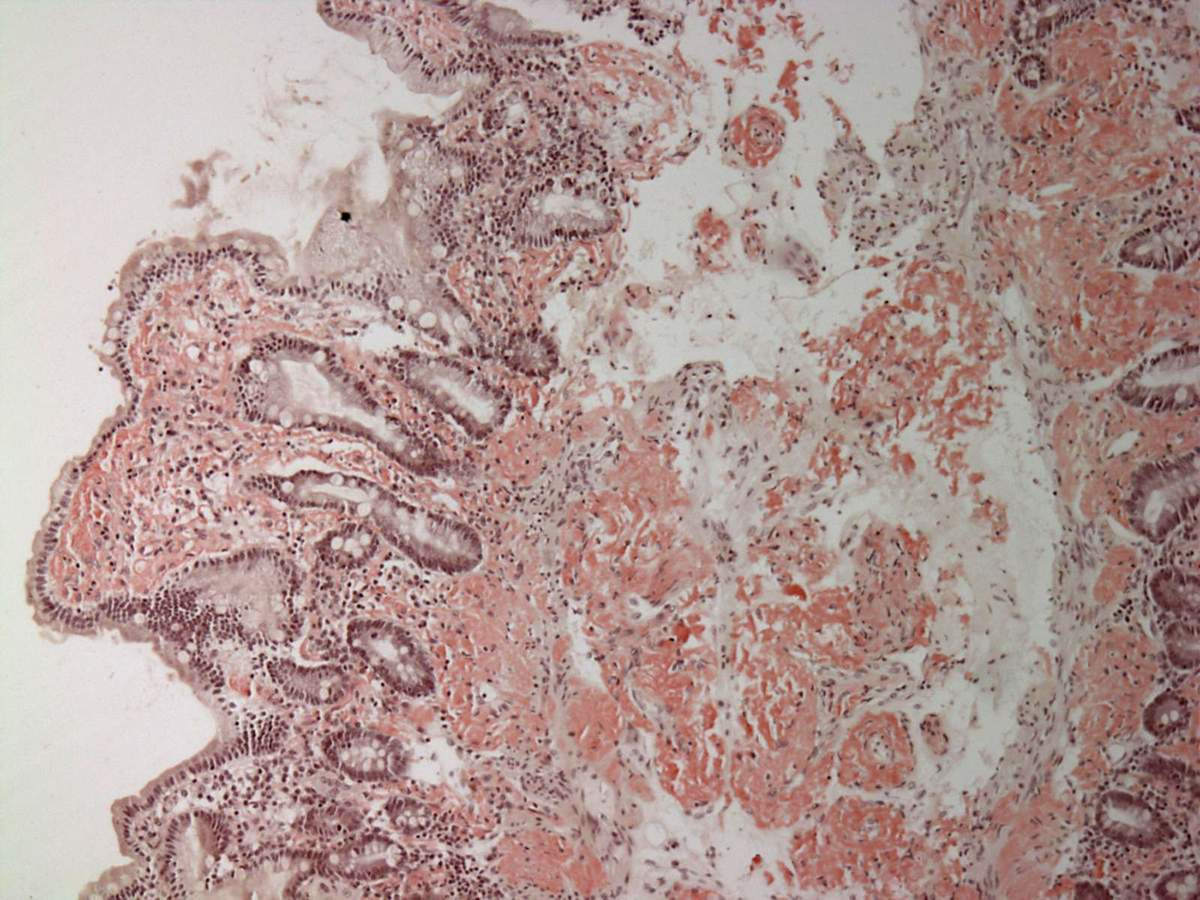
اثنا عشري يترسَّب فيه الأميلويد في الصفيحة المخصوصة
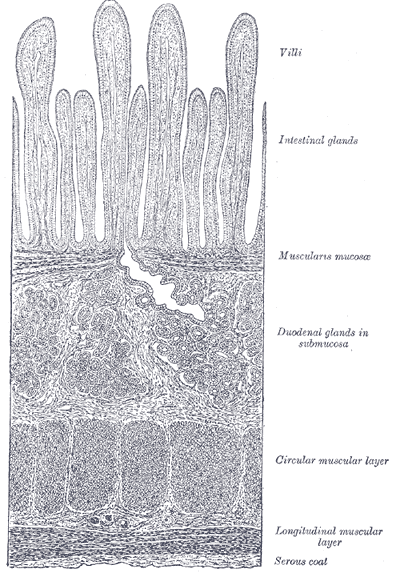
مقطع في اثنا عشري قطة.تكبير 60
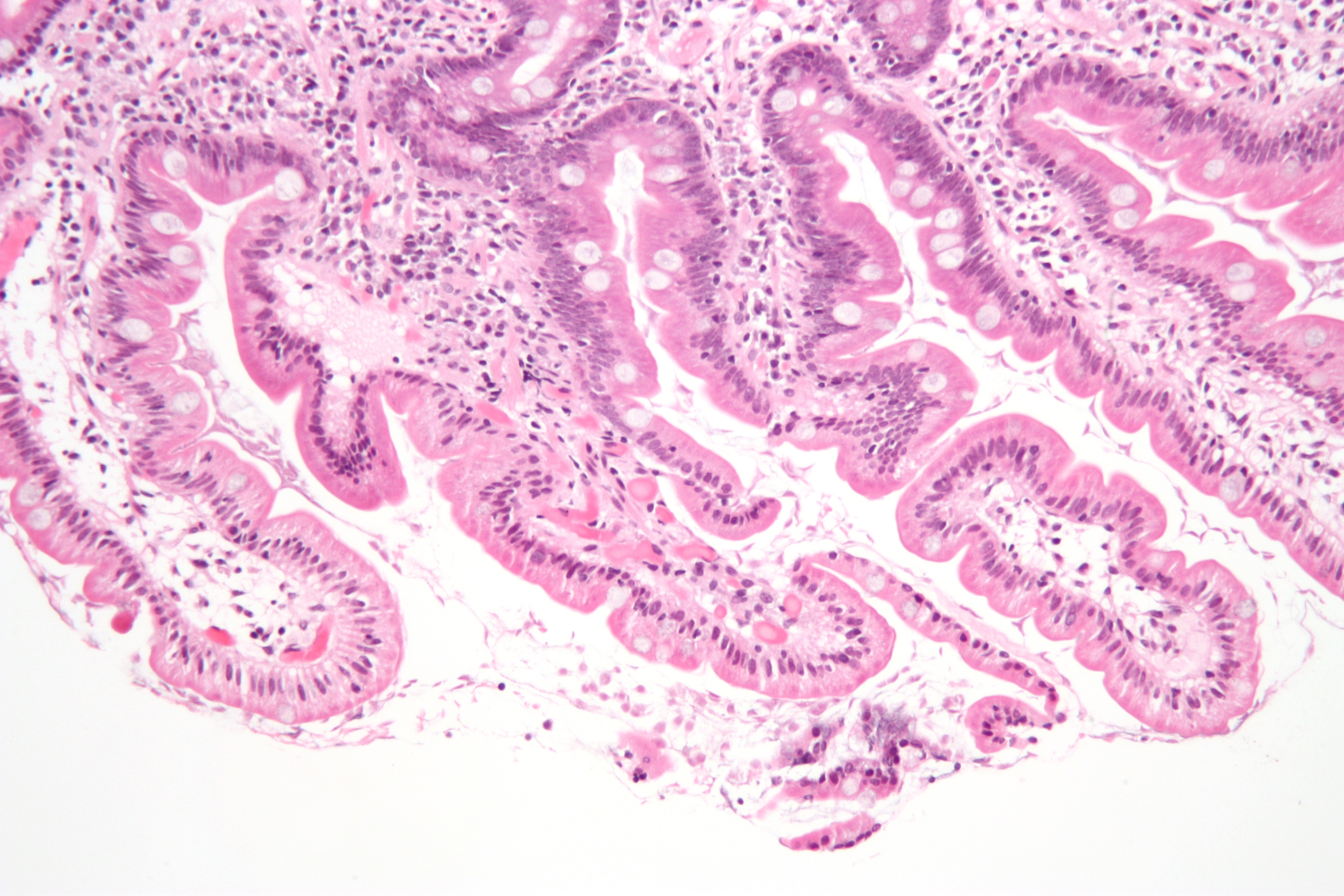
صورة مكروية (مجهريّة) تُظهر داء الجيارديات في خرعة للاثنى عشري (بصبغة الهيماتوكسيلين واليوزين)
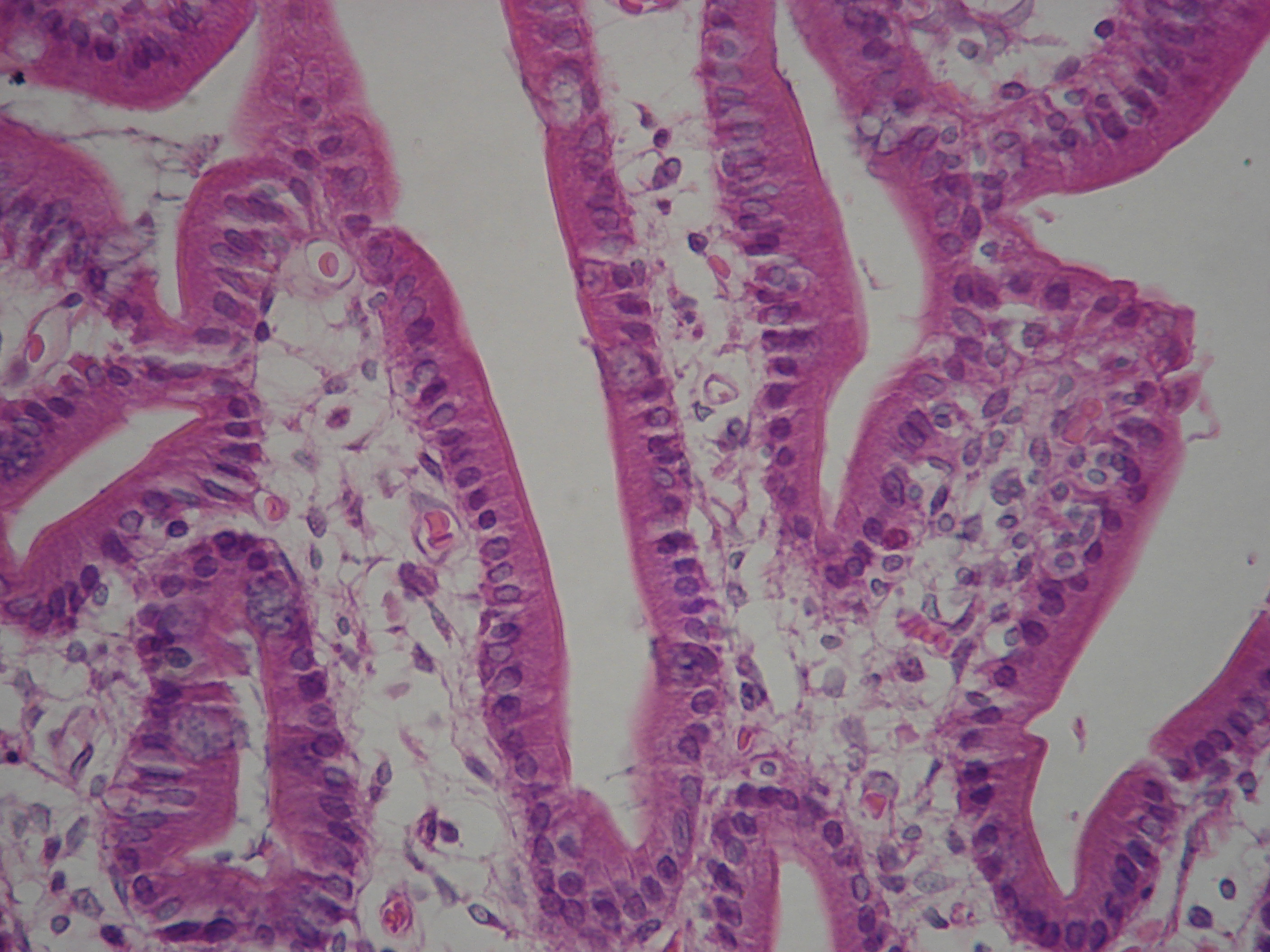
اثنا عشري مع حافة فرشاتيّة (زُغيبَات)

## الوظيفة
الاثنا عشري مسؤولٌ بشكل كبير عن تحطيم الطعام في الأمعاء الدقيقة، باستخدام الإنزيمات. وتمتلك زغابات الاثنا عشري شكلا يشبه الأوراق، وهي بنية من المُمكِن التَّعَرُّف عليه نسيجيَّاً. أما غدد برونر التي تفرز المخاط تتواجد في الاثنا عشري فقط. يتركَّب جدار الاثنا عشري من طبقة رقيقة من الخلايا التي تُشكِّل عضلة مخاطيّة. جديرٌ بالذكر أن الاثنا عشري في معظمه تقريباً خلف الصِّفاق.
كما يُنظِّمُ الاثنا عشري معدَّل تفريغ المعدة عبر مسارات هرمونيّة. فيفرز الكوليسيستوكينين من خلايا ظهاريَّته كاستجابة للمثيرات الحامضيّة والدهنيّة الموجودة هناك، فيفتح البوَّاب ويُطلِق الكيموس المَعِدِيّ في لمعة الاثنا عشري ليتعرَّض لمزيد من الهضم في ما تبقَّى في السبيل الهضميّ. يؤدي هذا لإطلاق الكبد والمرارة للصفراء، والبنكرياس للبيكربونات (وعلى الأخص بيكربونات الصوديوم) والإنزيمات الهاضمة كالتربسين والليباز والأميلاز (الضرويرة لهضم البروتين) إلى لمعة الاثنا عشري كما هو مطلوب.

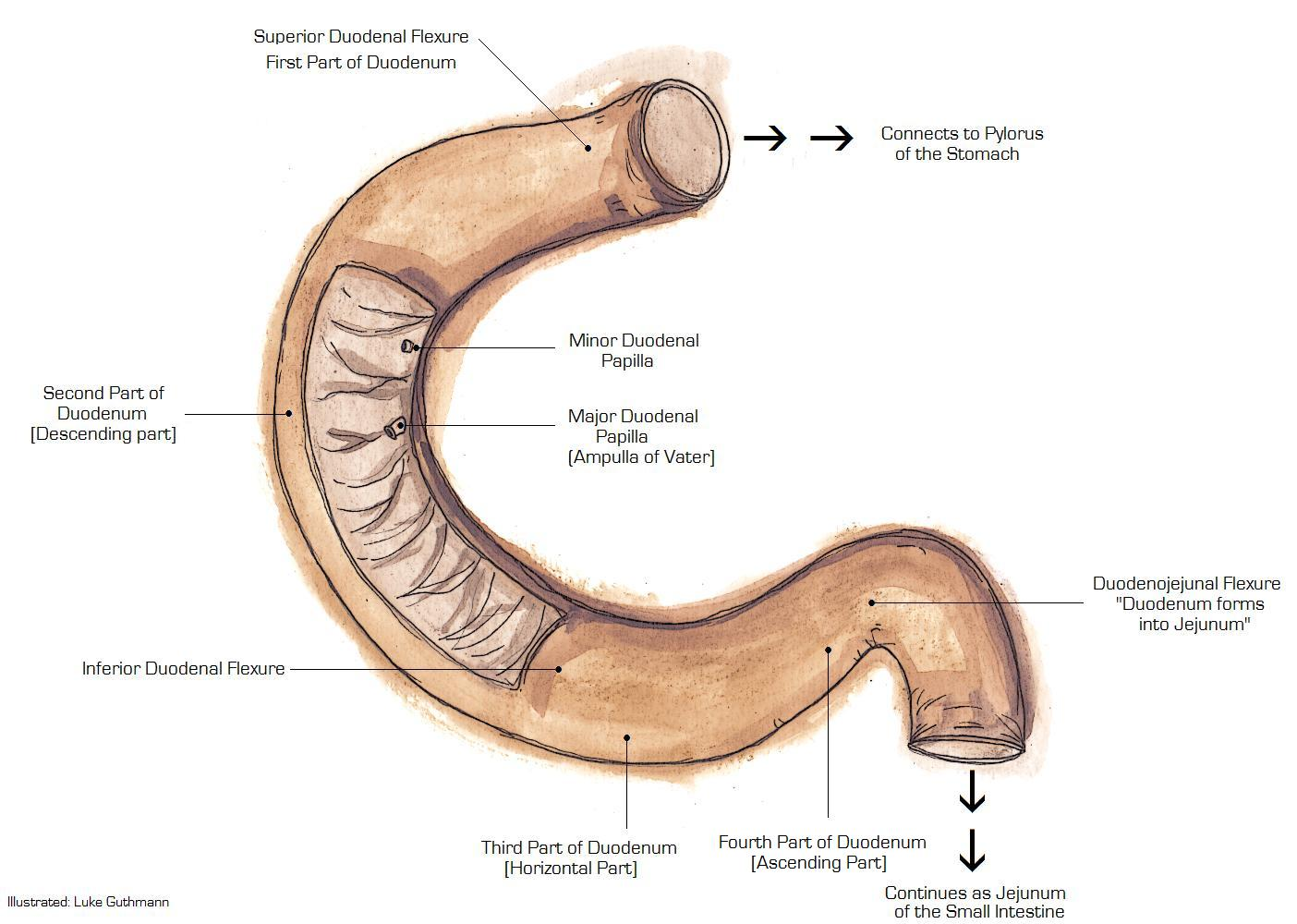
مخطط للاثنى عشري عند البشر مع الأقسام الرئيسية.

## أهمية سريرية

### تقرح
تحدث تقرُّحات الاثنا عشري بشكل شائع بسبب بكتيريا الملوية البوابية. حيث تقوم هذه البكتيريا عبر عدّة آليات بأكل المخاطيّة الواقية للاثني عشر، مما يؤهِّبُها للتأذي بسبب الحموض المعديّة. أكثر موقِع شيوعاً للإصابة بالتقرُّحات هو الجزء الأول (القطعة الأولى) من الاثنا عشري، حيث يلتقي الكيموس المعدي بمخاطيّة الاثنا عشري قبل امتزاجه بالمُغرزات القلويّة للاثنا عشر. قد تُسبِّبُ قرحةُ الاثني عشر آلاماً متكررة في البطن وعسراً في الهضم، ويُستطلع عنها بفحص الزفير باليوريا بغية اختبار البكتيريا، والتنظير للتأكُّد من التقرُّح وأخذ خزعة. عند التأكُّد من وجود القرحة، يُدار المرض عبر المضادات الحيويّة التي تهدف القضاء على البكتيريا، وباستخدام مضادات الحموضة ومثبطات مضخة البروتون للتقليل من الحموضة المعديّة.

### الداء البطني
حدَّدت الجمعية البريطانية لأمراض جهاز الهضم (الإنجليزيّة: The British Society of Gastroenterology، اختصاراً BCG) أن خزعة الاثنا عشري مطلوبة لتشخيص الداء البطنيّ عند البالغين. تأخذ الخزعة بشكل مثالي في اللحظة التي يكون فيها المريض معتمداً على حمية غذائية تحتوي على الغلوتين.

### أخرى
تشمل الأمراض الأخرى التهاب الاثنا عشر، وسرطان الاثنا عشر.

## صور إضافية

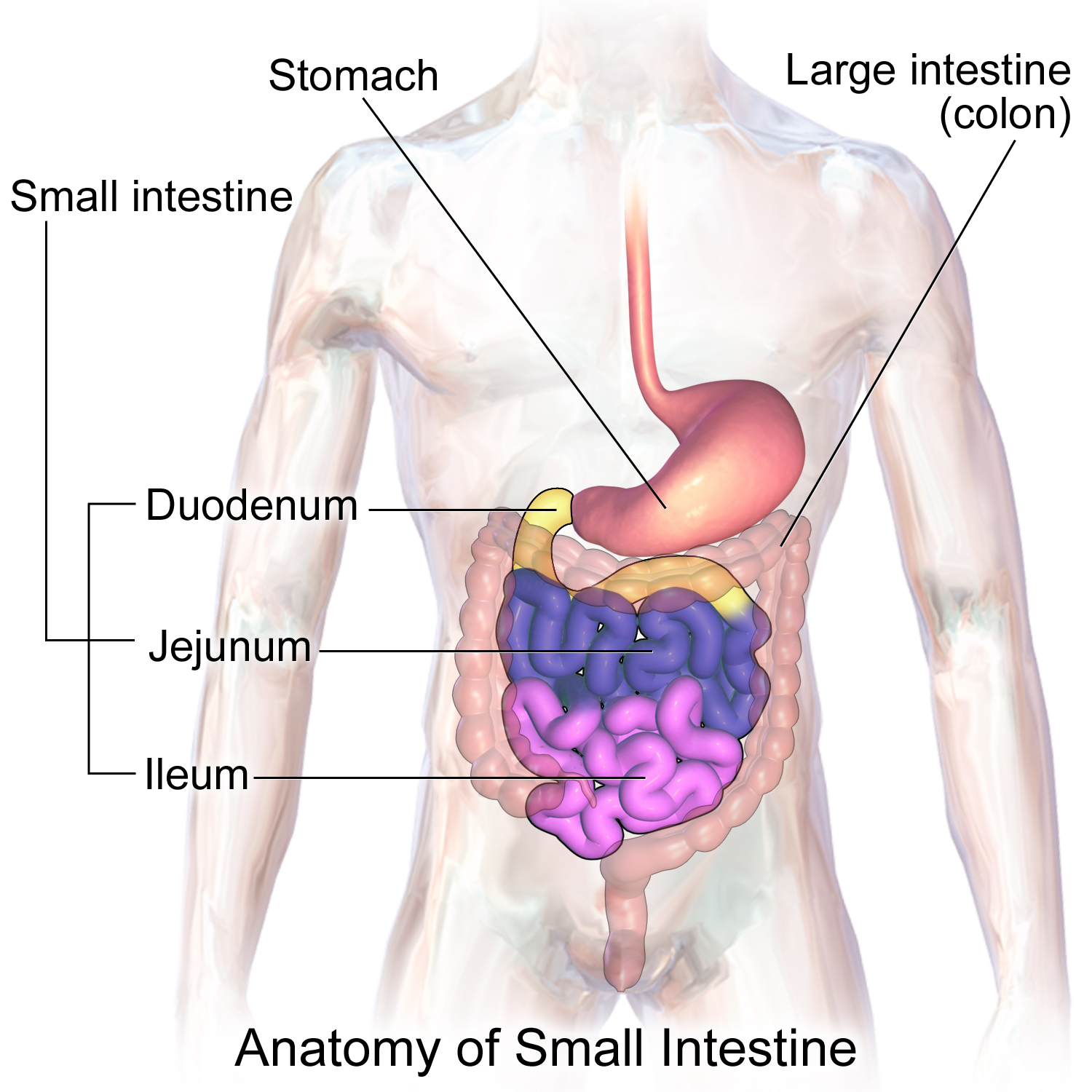
أقسام الأمعاء الدقيقة
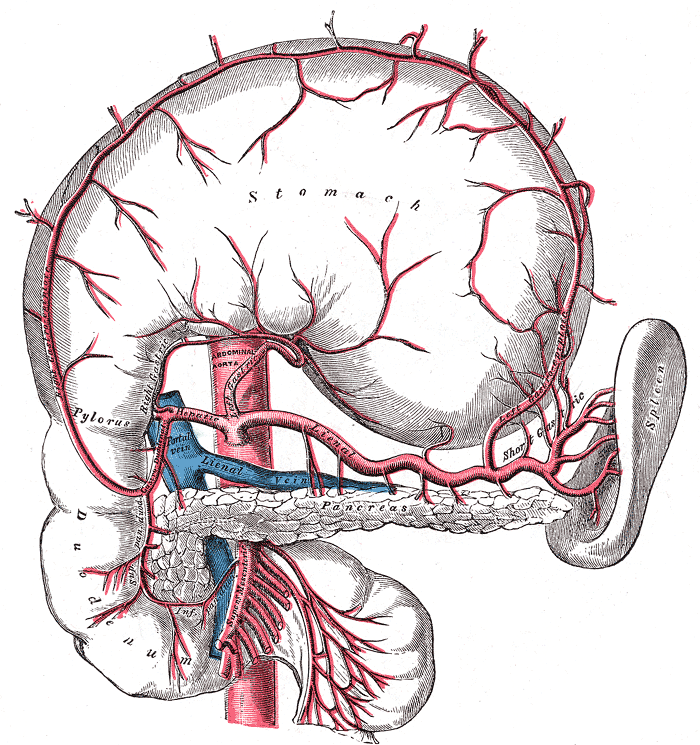
الشريان البطنيّ (الزلاقي) وفروعه، رُفعت المعدة وأُزيل الصِّفَاق
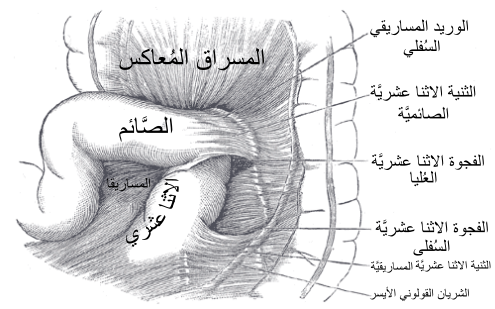
الحفرة الاثنا عشريّة العلويّة والسفليّة
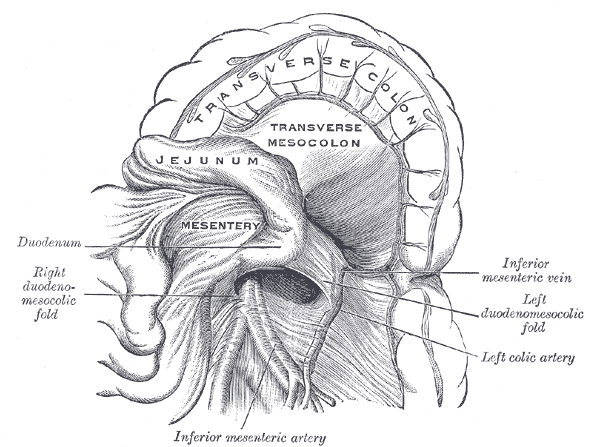
الحفرة الاثنا عشريّة الصائميّة
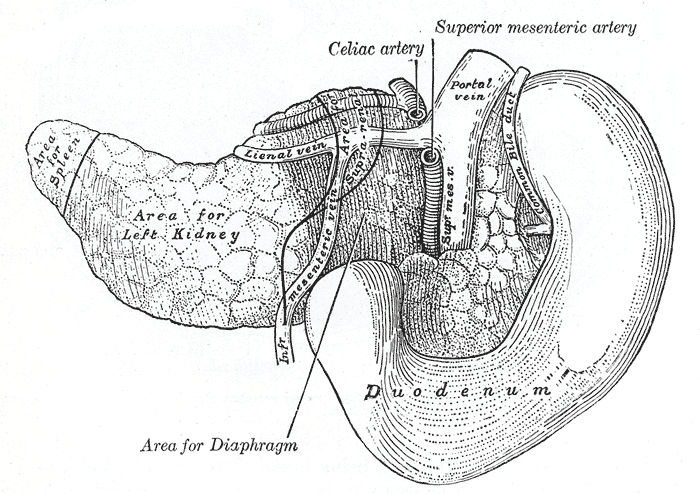
البنكرياس والاثنا عشري من الخلف
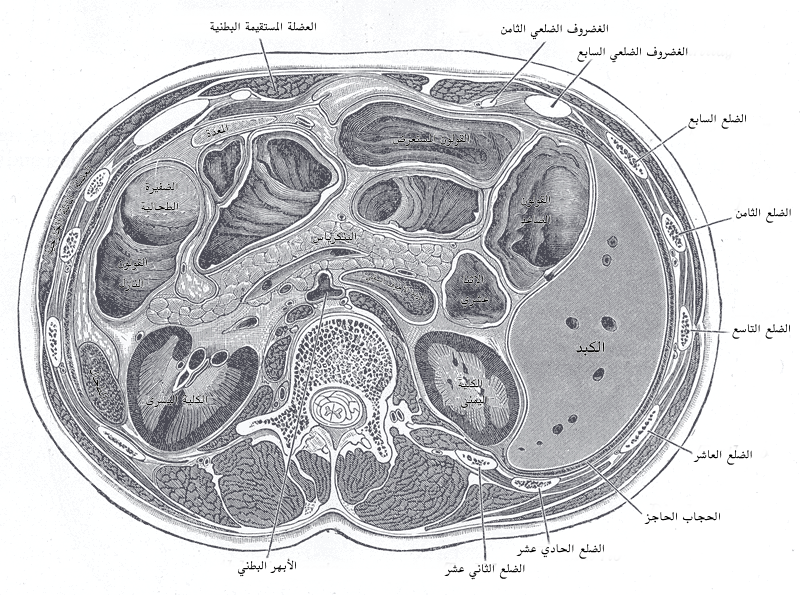
مقاطع عرضيّة في مستوى القطنيّة الأولى والوسطى تُظهر علاقات البنكرياس مع البنى المجاورة
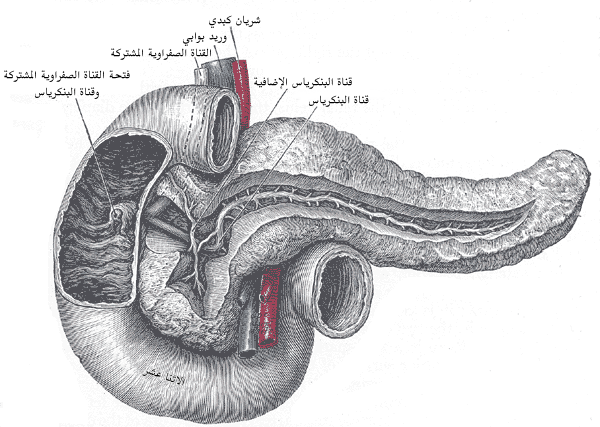
القناة البنكرياسية
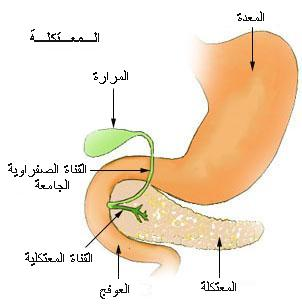
مناطق البنكرياس
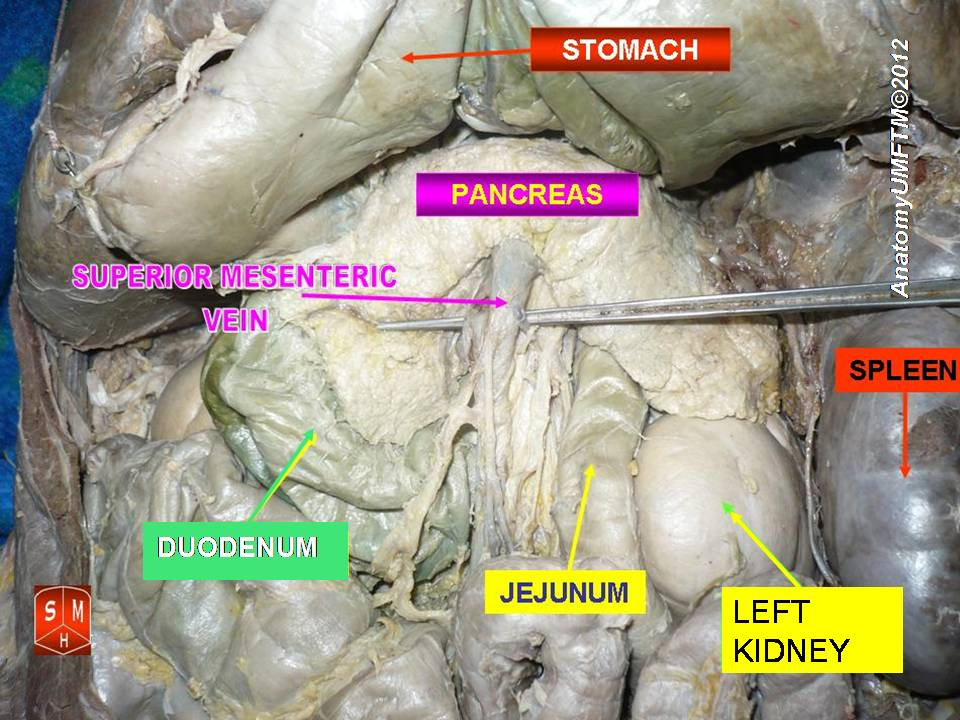
الاثنا عشر
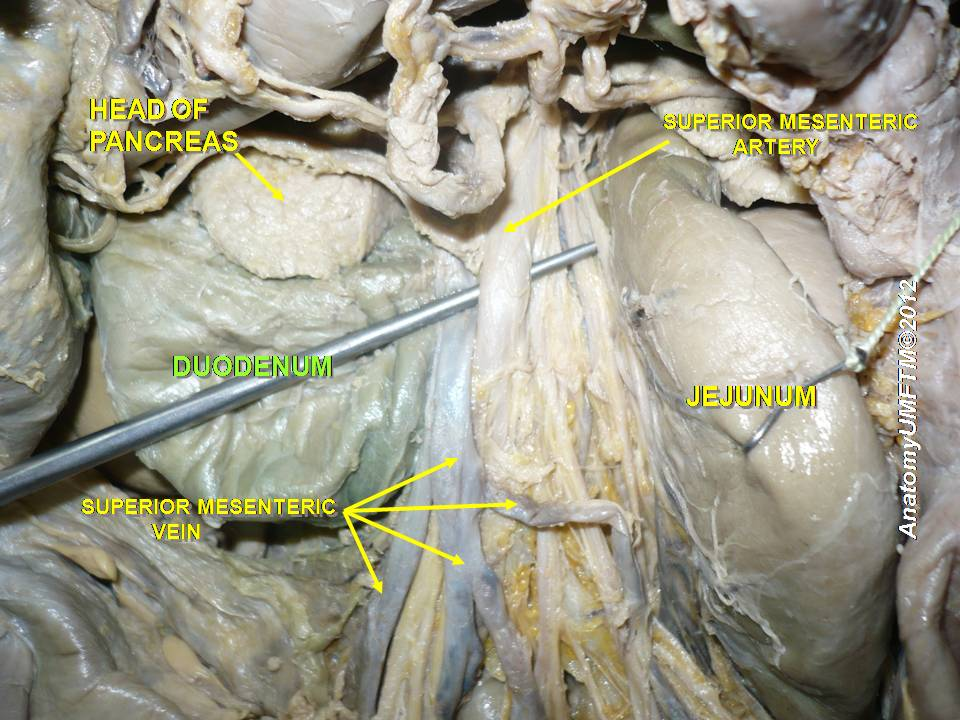
الاثنا عشر
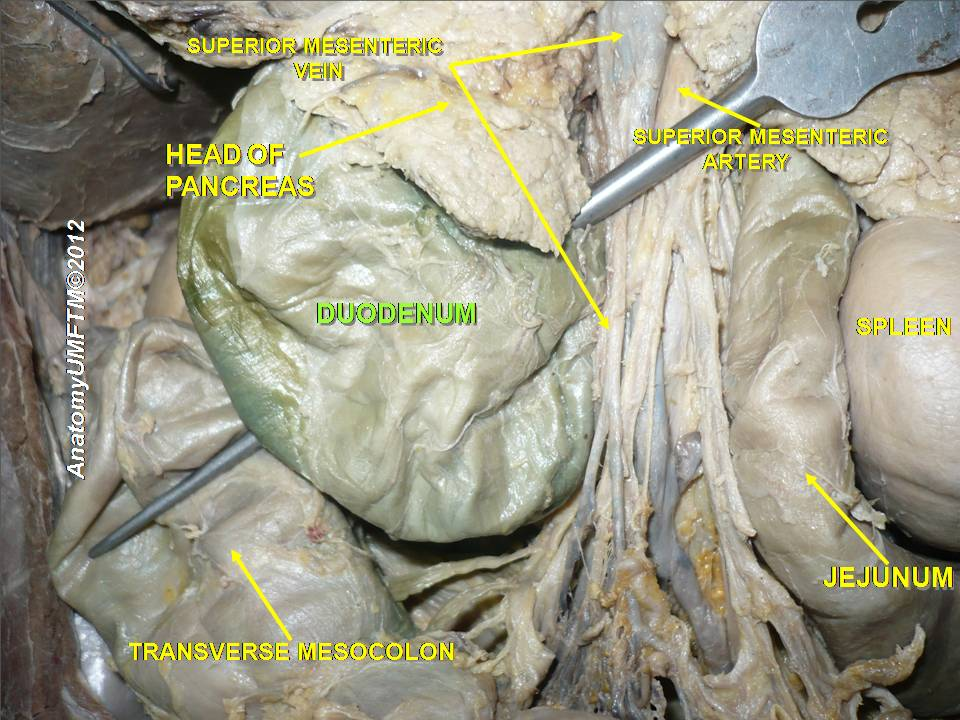
الاثنا عشر

## روابط إضافية
- درسٌ تشريحي حول duodenum مُعدٌ بواسطة ويسلي نورمان (جامعة جورجتاون).